# Jan Kuczyński (zapaśnik)

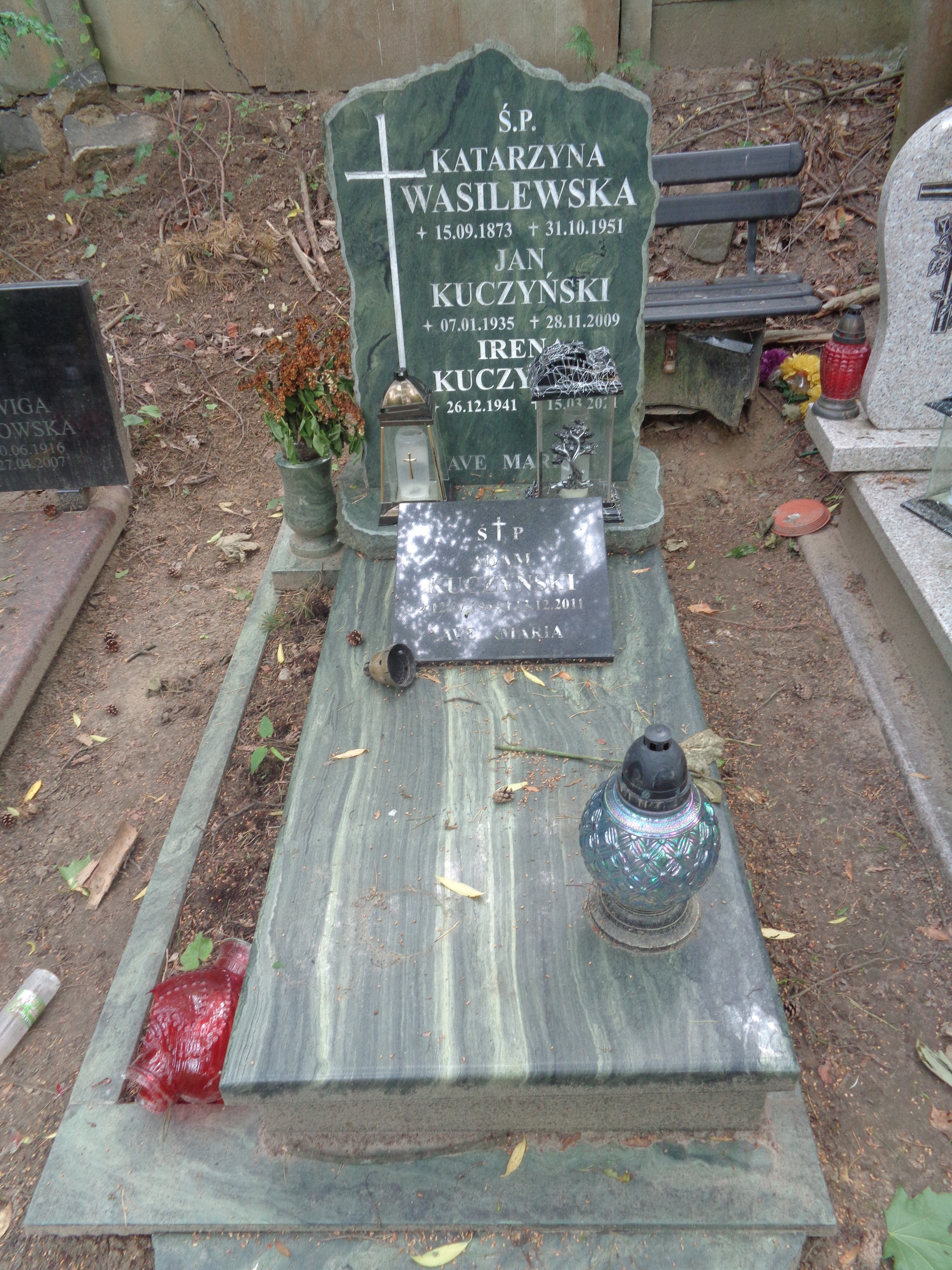
Grób Jana Kuczyńskiego na Cmentarzu Srebrzysko w Gdańsku

Jan Kuczyński (ur. 7 stycznia 1935 w Wilnie, zm. 28 listopada 2009 w Gdańsku) – zapaśnik, nauczyciel wychowania fizycznego, trener, sędzia, działacz sportowy, olimpijczyk z 1960 roku z Rzymu, finalista mistrzostw świata z 1958 i 1959 roku. Ośmiokrotny mistrz kraju w stylu klasycznym i wolnym. Uważany za jednego z prekursorów zapaśniczego stylu wolnego w Polsce.

## Odznaczenia
- Złoty Krzyż Zasługi (1976)
- Krzyż Kawalerski (1986) i Oficerski Orderu Odrodzenia Polski.